# Guntín
Guntín är en kommun i Spanien. Den ligger i provinsen Lugo i den autonoma regionen Galicien i nordvästra delen av landet, 400 km nordväst om huvudstaden Madrid. Antalet invånare är 2 529 (2024). Arean är 154,78 kvadratkilometer. Guntín gränsar till Lugo, O Corgo, O Páramo, Portomarín, Monterroso, Palas de Rei och Friol. 